# 2024年哈爾科夫攻勢
2024年哈爾科夫攻勢是指由2024年5月10日开始，俄羅斯軍隊在接壤乌克兰哈爾科夫州的烏俄邊境地區發動進攻，並且嘗試在利普齊和沃夫昌斯克突破烏克蘭軍隊的防線，以建立缓冲区的战斗。

## 背景
2022年初，俄羅斯入侵烏克蘭伊始，俄軍進攻哈爾科夫州。雖然無法奪取哈爾科夫，但俄軍仍成功佔領哈爾科夫州東北部庫皮揚斯克、伊久姆、舍甫琴科韋和巴拉克利亞等城鎮。 同年9月，烏克蘭發動反攻，奪回除塔維利然卡等部分村鎮外哈爾科夫州全部領土。
自2023年6月起，親烏克蘭的俄羅斯反對派武裝組織曾經多次從哈爾科夫州侵入俄羅斯別爾哥羅德州。2024年初，有報告稱，俄軍於烏克蘭東北部邊界附近集結部隊，以便稍後向哈爾科夫方向發動新攻勢。克里姆林宮發言人德米特里·佩斯科夫及俄羅斯外交部長謝爾蓋·拉夫羅夫等官員亦多次揚言會進攻哈爾科夫州並建立緩衝區，以保護別爾哥羅德州。
2024年3月18日，俄总统普京在其競選總部發表的聲明种提到，考慮到烏克蘭武裝部隊對別爾哥羅德地區的襲擊，俄羅斯可能會在某個時候在鄰近地區建立「缓冲區」。
2024年5月8日，哈爾科夫州州長奥列格·西涅古博夫指出，俄軍在該州北面邊界附近集結大量部隊。

## 經過

### 5月10日

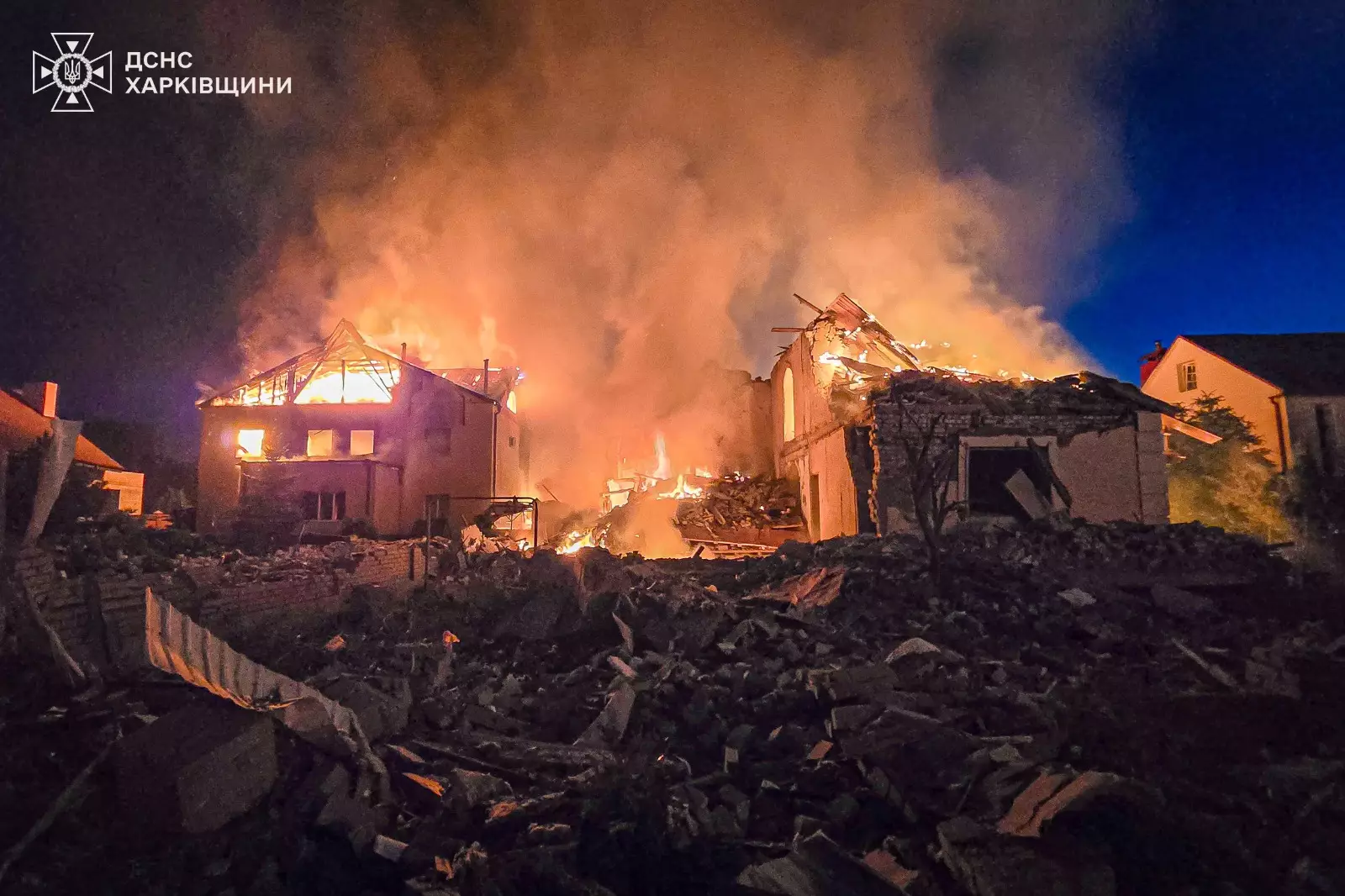
遭遇導彈襲擊的哈爾科夫地區民居樓

凌晨時分，俄軍對位於利普齊和沃夫昌斯克地區的烏軍陣地及後勤設施展開猛烈炮轟。凌晨5時，俄軍以步兵為主向利普齊進攻，並以裝甲部隊向沃夫昌斯克進攻。烏軍宣稱擊退俄軍，但雙方交戰持續。乌克兰真理报引述消息報道，俄軍攻佔斯特里列恰、克拉斯內、佩利納和鮑里西夫卡。路透社引述烏克蘭高級軍官報道，俄軍在沃夫昌斯克附近推進約1公里，並計劃推進10公里。烏克蘭當局敦促哈爾科夫州北部居民撤離。其中，邊境城鎮沃夫昌斯克遭受大規模砲擊，當地居民被疏散。
烏克蘭軍事記者尤里·布圖索夫稱，受影響的村落一直是俄烏間的灰色地帶，並無烏軍士兵及防線。 DeepStateMap.Live分析人士引述機密消息來源稱，俄軍在5月10日前數日已佔領佩利纳村，但烏軍內部溝通不暢，導致無法採取任何行動。
下午晚些時候，烏克蘭國防部指，調派預備役部隊往哈爾科夫州防守前線。
烏克蘭總統澤連斯基表示，俄軍已經開始針對哈爾科夫州的新進攻行動，而烏軍炮火暫時能夠擊退俄羅斯在哈爾科夫州的攻勢。他稱，俄羅斯可能會調動更多後備部隊支援攻勢，但烏軍已準備好抵抗他們。烏克蘭報章《烏克蘭真理報》援引軍事訊息報道，俄羅斯軍隊試圖向哈爾科夫州沃夫昌斯克推進時佔領4個邊境村莊。不過，哈爾科夫州州長奥列格·西涅古博夫則於接受電視台訪問時聲稱，襲擊已被擊退而烏軍並無損失任何領土。但邊境地區的定居點處於灰色地帶，正發生猛烈戰鬥，至少造成2名平民死亡，5名平民受傷。
據報，普萊泰尼夫卡、哈蒂謝、霍普蒂夫卡、莫羅霍韋齊、奧利尼科韋以及奧希爾采韋等村莊發生戰鬥。戰爭研究所指，俄羅斯社交媒體聲稱，俄軍已控制哈蒂谢、奥希尔采韦及澤萊內村。
烏克蘭第42機械化旅公佈影片，聲稱其「Perun」部隊在佩利纳村附近地區使用無人機摧毀4輛俄軍步兵戰車，並造成數名俄軍士兵傷亡。
戰爭研究所稱，俄軍在新攻勢中成功佔領約90平方公里土地。

### 5月11日
烏克蘭遊擊運動阿泰什聲稱，其於俄軍服役的一名成員聲稱，由於先前破壞和偵察行動失敗、以及烏軍防禦工事堅固，第44軍摩托化步兵營拒絕參與對哈爾科夫州北部的攻勢。
俄羅斯國防部稱，俄北方部隊透過進攻行動，佔據了哈爾科夫地區的鮑里西夫卡、奧希爾采韋、普萊泰尼夫卡、佩利納和斯特里列恰定居點，在上述地区进行防御的烏克蘭武裝部隊第23、第43機械化旅、第120、第125陸防旅、烏克蘭邊防部隊第15邊防支隊被击败，34名烏克蘭軍人被俘。
烏克蘭聲稱，在前一天摧毀20輛俄羅斯裝甲裝備。烏克蘭霍爾蒂察作戰戰略小組發言人納扎爾·沃洛辛稱，俄軍被烏軍局限在灰色地帶内，而俄軍攻勢已被擊退。乌克兰国民警卫队特种部队表示，乌方守军从部分阵地撤出。乌克兰总统泽连斯基表示，哈尔科夫州边境七个村庄的防御行动仍在进行，乌军已连续两天在哈尔科夫边境地区进行反击。
根據軍事領導層的決定米哈伊爾·德拉帕特準將被任命為哈爾科夫戰役戰術部隊（OTGV）司令，他曾是第72獨立機械化旅第2機械化營的前指揮官。

### 5月12日
俄罗斯國防部表示，俄北方部隊控制了哈爾科夫地區的四個定居點：哈蒂謝、克拉斯內、莫羅霍韋茨和奧利尼科韋。據該部門報道，俄羅斯軍隊在代赫佳爾內、沃夫昌斯克和科扎恰洛潘定居點附近擊敗了烏克蘭武裝部隊第14機械化旅、第110和第113軍事防禦旅的部隊。烏克蘭軍隊一天之內損失了多達100名士兵、兩輛坦克、一輛科扎克裝甲戰車和四輛汽車。
乌军總參謀部5月12日晚間報告指出，前線白天發生了146起軍事衝突。哈爾科夫地區警察局長弗拉基米爾·季莫什科(Volodymyr Tymoshko)表示，俄軍已經到達沃夫昌斯克郊區，並從三個方向逼近。乌克兰总统泽连斯基表示，哈尔科夫地区沃夫昌斯克市不断受到俄罗斯炮火的袭击，乌军的反击仍在继续。
英國外交大臣戴維卡梅倫週日對天空新聞表示，俄羅斯的襲擊標誌著戰爭中「極其危險」的時刻。

### 5月13日
BBC報道稱，俄軍只前進數英里，但已佔領了約100公里（62英里）的烏克蘭領土。《Rubryka》及《烏克蘭真理報》報道稱，俄軍已控制澤萊內村，而盧克揚齊村幾乎完全淪陷。俄方表示俄軍已攻入沃夫昌斯克。
俄罗斯国防部称，俄军擊退了烏克蘭突擊集團在格盧博科和蒂霍伊定居點地區的五次反擊。乌軍損失軍事人員250人、戰車2輛、裝甲戰車2輛、車輛17輛。还击毁一門152毫米MSTA-B 榴彈砲、一門 122 毫米2S1康乃馨自走砲、一門122毫米D-30榴彈砲、Buk-M1和Strela-10地对空导弹系统以及四輛多管火箭砲戰車。
烏軍聲稱，過去24小時，於哈爾科夫北部擊斃100多名俄羅斯士兵，並指俄軍大約有五個營參與對沃夫昌斯克的攻勢。烏克蘭官員承認俄軍取得「戰術性進展」、情況十分危急。烏克蘭武裝部隊總參謀部表示，烏軍正進行防禦行動，對敵人造成火力傷害，廣泛使用無人系統進行偵察，並發動精確打擊，以造成最大程度的傷害。報告表示，烏軍正部署後備士兵以穩定局勢，並指主要優先事項之一為拯救士兵生命。烏克蘭方面還更換了霍尔蒂察集团军哈尔科夫行动战术大队指挥官。
乌克兰国家安全和国防委员会秘书利特维年科表示，有超过3万军队正在参加俄罗斯对东北部哈尔科夫的军事攻势。俄罗斯军队正在继续以小股部队发起攻击，并试图扩大战线。

### 5月14日
乌克兰武装部队总参谋部表示已經在盧克揚齊改變陣地，以拯救士兵的生命。亲俄哈爾科夫地區行政長官維塔利·甘切夫稱，在哈爾科夫地區被抓獲的新納粹組織“海妖”武裝分子總數超過60人。乌克兰国防部情报总局局長基里洛·布达诺夫表示，他認為俄羅斯在哈爾科夫東北部的攻勢旨在嘗試耗盡烏克蘭本已經嚴重缺乏的士兵和彈藥儲備，並將他們從其他地方的戰鬥中轉移出來，而一些部隊也已經從烏東城市恰西夫亚尔調往哈爾科夫前線；截至5月14日，俄羅斯軍隊已成功深入哈爾科夫地區約5英里。

### 5月15日
俄羅斯軍方宣稱攻陷了哈爾科夫地區的格盧博科和盧克揚齊定居點，並深入乌軍防禦縱深。在哈爾科夫地區朱拉夫卡、赫拉尼夫、利普齊和沃夫昌斯克定居點地區擊敗烏克蘭武裝部隊第14、第23機械化旅、第143步兵旅和第113防空旅。

### 5月16日
俄羅斯國防部稱，哈爾科夫地區的「北方」集團軍隊擊敗了外籍軍團和「海妖」國家營。俄羅斯武裝部隊還在斯塔里察和格盧博科地區擊退了敵人的兩次反攻，並正在哈爾科夫地區的德爾哈奇、利普齊和沃爾昌斯基附近發動攻勢。烏克蘭武裝部隊損失多達205名人員和16件裝備，其中包括三輛坦克車、兩輛裝甲車、一門波蘭蟹自走砲和一輛格勒多管火箭。
俄方哈爾科夫地區行政長官維塔利·甘切夫表示，俄羅斯軍隊已經控制了哈爾科夫市沃夫昌斯克的西部和北部地區。
弗拉基米爾·澤連斯基稱，哈爾科夫市周圍的戰鬥“非常困難”，但“在控制之中”。根據法新社分析，俄方在 5 月 9 日至 15 日期間佔領了 278 平方公里。
哈爾科夫地區州長奧列格·西內古博夫表示，自俄羅斯發動新的襲擊以來，烏克蘭已被迫從哈爾科夫地區撤離近 9,000 人。

### 5月17日
烏克蘭表示，他們的部隊已成功在哈爾科夫阻止了俄羅斯軍隊，但俄方表示，他們將繼續前進。
俄罗斯国防部称，俄军一周内已夺取哈尔科夫地区的鮑里西夫卡、哈蒂謝、布赫魯瓦特卡、克拉斯內、格盧博科耶、莫羅霍韋茨、盧克揚齊、普萊泰尼夫卡、奧希爾采韋、奧利尼科韋、佩利納、特列奇亞等12个定居点。
俄罗斯媒体RTVI消息，烏克蘭部隊的32個營正在前線的這一區與俄羅斯軍隊交戰。

### 5月18日
俄国防部称，俄军深入乌軍防禦縱深，在革命區、涅斯庫奇內區、韋肖利區擊敗了乌军第57摩托化步兵旅和第15邊防支隊。在沃夫昌斯克和格盧博科地區擊退了乌军第3坦克突擊隊、42機械化旅、82空中突擊旅和125國土防禦旅的10次反擊。烏克蘭武裝部隊的損失達190名軍事人員。戰鬥中，乌軍損失了一輛裝甲戰車、一套多管火箭系統（MLRS）、一門瑞典製造的155毫米「弓箭手」自走砲架、一門155毫米博格丹自走砲和一門M777榴彈砲。

### 5月19日
俄国防部称，在哈爾科夫地區沃夫昌斯克、利普齊和蒂霍伊定居點地區，乌方突擊隊的五次反擊被擊退。烏克蘭武裝部隊損失了多達230名軍事人員、一輛坦克、兩輛裝甲戰車、十輛皮卡車、一輛122毫米「格沃茲迪卡」自走砲和一輛122毫米「格鬥」多管火箭。
乌方称当日上午，俄羅斯對哈爾科夫地區Malodanyliv社區娛樂中心的攻擊造成死亡人數已增加至6人。據乌方總檢察長辦公室稱，至少有27人受傷。其中已經有兩名警察。ISW分析人士稱，俄羅斯可能正在為 哈爾科夫地區北部的第二階段進攻行動做準備，俄羅斯軍隊可能打算在佔領沃夫昌斯克後發起這項行動。

### 5月20日
俄烏雙方均有報告指俄羅斯對呂普齊、澤萊內和盧基揚齊再度發動襲擊。俄軍於沃夫昌斯克市中心取得部分進展，俄羅斯軍事部落客報道了斯塔雷齊亞和布赫魯瓦特卡的陣地戰，而俄羅斯裝甲部隊則在奧赫采夫和布赫魯瓦特卡之間活躍。

### 5月21日
哈爾科夫東北部地區副州長羅曼·塞梅努哈(Roman Semenukha) 告訴國家電視台，烏克蘭軍隊仍控制著沃夫昌斯克約60% 的地區，並正在挨家挨戶地戰鬥，以保衛這座邊境城鎮免受俄羅斯的襲擊。

### 5月22日
烏克蘭第二大城市哈爾科夫市，一枚俄羅斯導引炸彈摧毀了一家咖啡館，並損壞了一棟高層公寓大樓和附近的一輛無軌電車，造成至少 10 人受傷。地區檢察官表示，巴士司機因攻擊而被迫截肢。俄羅斯使用 S-400 飛彈襲擊了哈爾科夫地區東北部城鎮楚胡伊夫，造成至少 7 人受傷。據當地警方稱，襲擊損壞了一棟幼兒園建築和一棟私人住宅。

### 5月23日
俄羅斯飛彈襲擊哈爾科夫，造成至少七人死亡，數十人受傷。哈爾科夫地區州長奧列·西尼胡博夫 (Oleh Syniehubov) 表示，自 5 月 10 日俄羅斯軍隊開始對哈爾科夫地區發動跨境地面進攻以來，已有近 11,000 人被迫離開家園.

### 5月24日
哈爾科夫地區州長奧列格·西涅古博夫 (Oleg Synegubov) 在 Telegram 上報道稱，兩枚俄羅斯制導炸彈襲擊這家商店後，造成多達 40 人受傷、16 人失踪。哈爾科夫市長伊戈爾·捷列霍夫(Igor Terekhov) 表示，另一次襲擊襲擊了哈爾科夫市中心，該地區有一家郵局、一家理髮店和一家咖啡館，造成14 人受傷。烏克蘭地區檢察官辦公室稱，俄羅斯還砲擊了哈爾科夫地區鐵路樞紐庫皮揚斯克-烏茲洛維村，造成五人受傷。兩輛車遭到攻擊：一輛載有兩名乘客的汽車和一輛載有司機、一名護理人員和一名 64 歲患者的救護車。

### 5月25日
俄军部隊佔領了哈爾科夫地區東北部的伊凡夫卡，烏克蘭尚未做出回应。

### 5月26日
俄羅斯國防部宣布俄軍攻佔別列斯托沃村。

### 5月27日
哈爾科夫地區俄羅斯政府首長維塔利·甘切夫告訴俄新社，一架烏克蘭武裝部隊飛機在沃爾昌斯克地區被俄羅斯武裝部隊擊落。

### 5月28日
俄罗斯国防称，俄军哈爾科夫地區庫皮揚斯克擊敗了烏克蘭軍隊。

### 5月29日
俄罗斯国防部称，在哈尔科夫州辛科夫卡地區擊敗了烏克蘭武裝部隊第14、第30、第77和第116機械化旅以及烏克蘭國民警衛隊第13和第31旅。

### 5月30日
哈爾科夫地區沃夫昌斯克最後一座桥梁被俄罗斯空天军使用UMPK FAB航空炸弹摧毁。

### 5月31日
俄羅斯襲擊了烏克蘭第二大城市哈爾科夫市的三處地點，其中包括一棟五層公寓大樓，造成至少3 人死亡、16 人受傷。地區州長 Oleh Syniehubov 表示，傷者中至少有兩名兒童。當天早些時候，俄羅斯對該市的砲擊造成至少四人受傷。烏克蘭最高軍事指揮官亞歷山大·西爾斯基上將表示，俄羅斯將繼續從其他地區和訓練場派遣更多的團和旅，以增強其在哈爾科夫地區北部兩條主要進攻線的兵力.

### 6月1日
烏克蘭宣佈在哈爾科夫附近佐洛切夫的方向進行平民疏散。

### 6月2日
俄罗斯国防部称，俄军在哈爾科夫地區的格盧博科、利普齊和沃爾昌斯克定居點擊退了烏克蘭武裝部隊第42機械化旅、第71機甲旅和第82空中突擊旅的七次反擊。烏克蘭武裝部隊的損失達多達190名軍事人員、兩輛裝甲運兵車，其中包括一輛美製史賽克裝甲運兵車、三輛汽車和一輛山毛櫸防空飛彈系統發射器。

### 6月3日
俄军特種部隊「阿赫馬特」分隊被轉移到哈爾科夫方向。法國1名僱傭兵在哈爾科夫利普齊村附近的一場戰鬥中被俄军抓獲。

### 6月4日
俄方称，俄羅斯空天軍摧毀了烏克蘭武裝部隊轉移到沃夫昌斯克地區的後備力量的60%。俄羅斯部隊已經控制了该地区约50%的区域。

### 6月5日
俄羅斯北方部隊在哈爾科夫地區韋塞利、格拉夫斯基和沃爾昌斯克附近擊敗了烏克蘭軍隊，並擊退了七次反攻，乌方損失達290名士兵。烏军第82空降突擊隊、第42機械化旅和第101安全旅突擊團的7次反擊均被擊退。

### 6月8日
哈爾科夫地區烏克蘭武裝部隊第57摩托化步兵旅和第125軍事防禦旅的人力和裝備在哈爾科夫地區格拉諾夫和康斯坦丁諾夫卡定居點地區被俄军擊敗。俄军還擊退了烏克蘭武裝部隊第42機械化旅、第71機甲旅、第82空中突擊旅和烏克蘭國民警衛隊第13旅的六次反擊。在辛科夫卡，彼得羅巴甫洛夫卡村地區擊敗了烏克蘭武裝部隊第14，第63，第116機械化旅和第117陸防旅。

### 6月9日
俄軍繼續向哈爾科夫方向進攻。白天，俄军襲擊了捷爾諾瓦亞、伊茲比茨科耶、若夫特涅沃耶、涅斯庫奇諾耶、沃爾昌斯克和錫涅爾尼科沃定居點地區的烏克蘭軍隊。

### 6月10日
乌克兰基輔百人組織领导人、ОУН志愿营营长著名乌克兰民族主义者尼古拉·科哈諾夫斯基（Nikolai Kokhanovsky）在沃爾昌斯克附近阵亡。

### 6月16日
俄羅斯總統新聞秘書德米特里·佩斯科夫表示，俄羅斯將繼續努力建立缓冲区，直到保證其領土免受烏克蘭砲擊。
《福布斯》报道称，俄罗斯进攻沃夫昌斯克南部的企图被挫败，在当地一家化工厂约400名俄罗斯士兵被乌克兰军队包围，其中30人已投降。

### 6月17日
俄塔社称，俄羅斯北方部隊哈尔科夫方向的沃爾昌斯克、格盧博科耶、錫涅爾尼科沃和利普齊定居點附近地區加強了前沿陣地，對烏克蘭陸軍第42機械化步兵師、第57摩托化步兵師、第71步兵師、第105和第125國土防禦旅的人力和裝備造成了傷亡，此外，俄军還擊退了乌军第36海軍陸戰隊步兵旅的反擊。烏克蘭軍隊在過去24小時內在哈爾科夫方向的損失達300人、四輛皮卡、一門152毫米D-20榴彈砲、一門122毫米D-30榴彈砲和一門BM-21 Grad多管火箭發射器。

### 6月30日
俄罗斯部队报告称，哈尔科夫邮局大楼内的乌克兰武装部队后勤仓库被摧毁。

### 7月23日
乌克兰武装部队第125旅（AFU）指挥部因在哈尔科夫地区撤退而被乌克兰国家调查局（SBI）传唤接受质询。

## 反應
5月25日，因未妥善組織哈爾科夫州邊境防禦，烏克蘭國家調查局對烏克蘭陸軍第125旅及其下屬單位展開調查。
5月30日，美國總統拜登宣佈允許烏克蘭使用美國提供的武器攻擊哈爾科夫州附近的俄羅斯境內目標。爾後，英國、法國及德國跟隨美國決定。

## 分析
美國報章《福布斯》軍事記者戴維·阿克斯將俄軍攻勢描述為「精心設計的佯攻」，以讓俄羅斯在勝利日得以慶祝，以及令烏軍從恰西夫亞爾和阿夫迪夫卡方向前綫調走資源。

## 影響
截至5月14日，約7千名居民從哈爾科夫州哈爾科夫區、博霍杜希夫區和丘胡伊夫区等地區被撤離。